# Kamov
A Kamov é uma empresa com sede em Lyubertsy na Rússia construtora de helicópteros. Foi fundada por Nikolai Il'yich Kamov. A partir de 1940 especializou-se em helicópteros compactos, de aplicação naval.

## Modelos

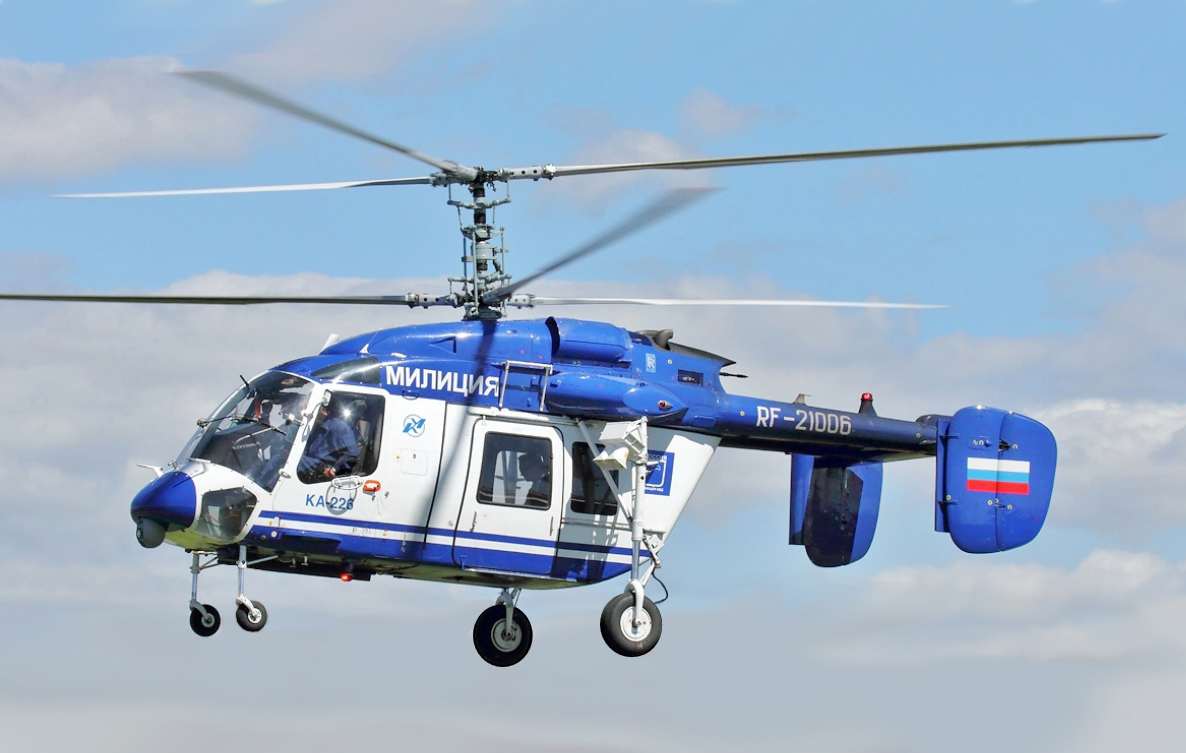
Kamov Ka-226.

A Kamov desenvolveu os seguintes modelos:
- Kamov Ka-8
- Kamov Ka-10 Hat
- Kamov Ka-15 Hen
- Kamov Ka-18 Hog
- Kamov Ka-20 Harp
- Kamov Ka-22 Hoop
- Kamov Ka-25 Hormone
- Kamov Ka-26 Hoodlum
- Kamov Ka-27 Helix A
- Kamov Ka-28
- Kamov Ka-29 Helix B
- Kamov Ka-31
- Kamov Ka-32 Helix C
- Kamov Ka-41
- Kamov Ka-50
- Kamov Ka-52 Hokum
- Kamov Ka-60
- Kamov Ka-118
- Kamov Ka-126
- Kamov Ka-137
- Kamov Ka-226